# Васильков Григорій Семенович
Григорій Семенович Васильков (нар. 1900, місто Єлисаветград, тепер місто Кропивницький — розстріляний 8 березня 1937, місто Москва, Російська Федерація) — радянський партійний діяч, 1-й секретар Червонозаводського райкому КП(б)У міста Харкова, 1-й секретар Жовтневого райкому КП(б)У міста Києва, член ВУЦВК. Кандидат у члени ЦК КП(б)У в січні 1934 — 1937 року.

## Біографія
Народився в родині єврейського ремісника. Освіта незакінчена вища.
Член РСДРП(б) з 1917 року.
Перебував на відповідальній партійній роботі.
До 1934 року — 1-й секретар Червонозаводського районного комітету КП(б)У міста Харкова.
У 1934 — серпні 1935 року — 1-й секретар Жовтневого районного комітету КП(б)У міста Києва.
У 1935—1936 роках — на відповідальній роботі в місті Києві.
1936 року заарештований органами НКВС. Засуджений Воєнною колегією Верховного суду СРСР 8 березня 1937 року до страти, розстріляний того ж дня. Похований на Донському цвинтарі Москви.
28 квітня 1956 року посмертно реабілітований.